# ARES Fighting Championship
ARES Fighting Championship (även ARES FC och ARES Fighting) är en afroeuropeisk MMA-organisation med franskt säte. Deras galor visas på UFC Fight Pass.

## Bakgrund
ARES höll sin första gala utomhus i Dakar i Senegal 14 december 2019 i en tillfällig bur uppsatt på esplanaden utanför  Svarta civilisationers museum. Deras uttalade ambition är att bli den största MMA-organisationen på den afrikanska kontinenten.

## MMA
Planen var att anordna sex galor 2020. Åtta om året från och med 2021.

### Utövare
De har redan tidigt 2020 knutit till sig många erfarna atleter. Dubbla mästaren i flugvikt och bantamvikt från Extreme Fighting Championship (Africa) Amanda Lino är en av dem. Bellators före detta lättviktsmästare Will Brooks en annan. Många UFC-veteraner, bland de mer namnkunniga Nordine Taleb, John Moraga, Wilson Reis och Juan Adams. Även andra, som Taylor Lapilus, Hector Sandoval och Ildemar Alcântara har kontrakterats.

### Kommentatorer
Kommentatorer på deras galor är kanadensaren Robin Black som colour (expertkommentator), britten Simon Harding som play-by-play (huvudkommentator) och amerikanen Mike Markham som ringkommentator.

### Ringtjejer
Ringtjejer för ARES är Stephanie, Stella och Caroline.

### Galor

#### Coronaviruspandemin
ARES var den första MMA-organisationen att ändra datumet för en gala på grund av pandemin. ARES 2 sköts upp och senarelades från 2 april till 30 oktober 2020.

#### Översikt
| Gala   | Land    | Stad    | Arena                                      | Datum            |
| 2019   | 2019    | 2019    | 2019                                       | 2019             |
| ------ | ------- | ------- | ------------------------------------------ | ---------------- |
| ARES 1 | Senegal | Dakar   | Esplanade du Musé des Civilisations Noires | 14 december 2019 |
| 2020   |         |         |                                            |                  |
| ARES 2 | Belgien | Bryssel | Forest National-Vorst Nationaal Arena      | 30 oktober 2020  |

#### 2019
Gäster i kommentatorbåset inför huvudmatchen på ARES 1 var UFC-atleten Ciryl Gane och ARES Sporting Director Fernand Lopez.
| Matchkort                                                                                     | Matchkort                   | Matchkort | Matchkort | Matchkort               | Matchkort | Matchkort              | Matchkort | Matchkort | Matchkort |
| Viktklass (Vikt lb (kg))                                                                      | Vinnare                     | Invägd    |           |                         | Invägd    | Metod                  | Rond      | Tid       | Noter     |
| Underkort                                                                                     | Underkort                   | Underkort | Underkort | Underkort               | Underkort | Underkort              | Underkort | Underkort | Underkort |
| --------------------------------------------------------------------------------------------- | --------------------------- | --------- | --------- | ----------------------- | --------- | ---------------------- | --------- | --------- | --------- |
| Lättvikt (155 (70,3))                                                                         | Baba Nadjombe (TOG)         | 154,4     | vs.       | Mairon Santon (BRA)     | 155,2     | Domslut (enhälligt)    | 3         | 5:00      |           |
| Mellanvikt (185 (83,9))                                                                       | Djati Melan (CIV)           | 185,3     | vs.       | Eslam Syaha (EGY)       | 184,7     | Domslut (delat)        | 3         | 5:00      |           |
| Huvudkort                                                                                     |                             |           |           |                         |           |                        |           |           |           |
| Lättvikt (155 (70,3))                                                                         | Damien Lapilus (FRA)        | 155,8     | vs.       | Łukasz Sajewski (POL)   | 155,9     | TKO (RSC)              | 2         | 4:59      |           |
| Superweltervikt (175 (79,4))                                                                  | Nassourdine Imavov (FRA)    | 176,4     | vs.       | Jonathan Meunier (CAN)  | 176,4     | TKO (slag)             | 1         | 4:27      |           |
| Tungvikt (265 (120,2))                                                                        | Josh Parisan (USA)          | 242,6     | vs.       | Matunga Djikasa (RSA)   | 265,5     | TKO (ground and pound) | 2         | 4:16      |           |
| Mellanvikt (185 (83,9))                                                                       | Gregory Babene (FRA)        | 186       | vs.       | Glenn Sparv (FIN)       | 186       | Submission (triangel)  | 2         | 2:04      |           |
| Bantamvikt (135 (61,2))                                                                       | Taylor Lapilus (FRA)        | 136       | vs.       | Marcos Breno (BRA)      | 135       | Domslut (enhälligt)    | 3         | 5:00      |           |
| Tungvikt (265 (120,2))                                                                        | Oumar Kane (SEN)            | 265       | vs.       | Sofiane Boukichou (MOR) | 233,3     | KO (slag)              | 2         | 1:20      |           |
| Lätt tungvikt (205 (93))                                                                      | Laurynas Urbonavicius (LIT) | 205       | vs.       | Ildemar Alcântara (BRA) | 204,1     | Domslut (enhälligt)    | 3         | 5:00      | [ a ]     |
| Inom viktklassens gräns. Inom felmarginalen för matchtypen. För stor övervikt för matchtypen. |                             |           |           |                         |           |                        |           |           |           |

1. ↑  Huvudmatch, main event

#### 2020
På grund av coronaviruspandemin ställdes 2020 års galor in.

## Distribution

### TV-kanaler
ARES har avtal med och sänds via:
- Canal+ Sport
- Franska RMC Sport 4
- UFC Fight Pass
- Facebook Livestream